# Артър Ларсен
Артър Дейвид Ларсен (на английски: Arthur David Larsen) е американски тенисист. 

## Биография
Артър Дейвид Ларсен е роден на 17 април 1925 г. в Хейуърд, Калифорния.
Артър Ларсен почива на 7 декември 2012 г. на 87-годишна възраст.

## Кариера
Артър Ларсен е тенисист номер 3 в света, в класацията на Джон Олиф и Пиер Гилу за 1950 г., и тенисист номер 1 на САЩ в класацията на USLTA за 1950 г. Той печели националната спортна награда на „Таймс“ за изключителен тенисист от 1950 г. Класиран е сред десетте най-добри тенисисти в света в експертни класации за 1949, 1950, 1951, 1952, 1953 и 1954 г.
Ларсен е първият тенисист спечелил всички национални титли по тенис на USLTA (USTA) - Откритото първенство на САЩ (на трева), Клей корт шампионата на САЩ (на клей), Твърд корт шампионата на САЩ (цимент) и Национално първенство на САЩ на закрито (в зала).
Най-голямият мууспех е титлата на Откритото първенство на САЩ през 1950 г.
Тенис кариерата на Ларсен приключва внезапно през ноември 1956 г. след инцидент със скутер в Кастро Вали, Калифорния. Той е частично парализиран и губи зрението на едното око. Класиран е, като американски аматьор  номер 8 в края на същата година.
Артър Ларсен е въведен в Международната зала на славата на тениса през 1969 г.

## Кариерна статистика

#### Титлили на сингъл на турнири отГолям шлем(1)
| година | турнир | съперник     | резултат                          |
| ------ | ------ | ------------ | --------------------------------- |
| 1950   | ОП САЩ | Хърбърт Флам | 6 – 3, 4 – 6, 5 – 7, 6 – 4, 6 – 3 |

#### Финали на сингъл на турнири отГолям шлем(1)
| година | турнир      | съперник     | резултат            |
| ------ | ----------- | ------------ | ------------------- |
| 1954   | Ролан Гарос | Тони Трабърт | 4 – 6, 5 – 7, 1 – 6 |